# Lliga espanyola d'handbol femenina
La Lliga espanyola d'handbol femenina, coneguda actualment com a Liga Guerreras Iberdrola per motius comercials, i anteriorment com Liga Loterías de Balonmano Femenino entre 2015 i 2017, Liga ABF entre 2007 i 2011, Liga Costa Blanca ABF entre 2005 i 2007, és una competició esportiva espanyola de clubs femenins d'handbol, creada la temporada 1952-53. De caràcter anual, està organitzada per la Reial Federació Espanyola d'Handbol. Hi participen dotze equips que disputen una lligueta a doble partit. L'equip que té més punts al final de la competició és declarat campió de Lliga. Té dret a participar en la Supercopa d'Espanya i a la Lliga de Campions de l'EHF de la temporada següent.
El gran dominador de la competició és el Balonmano Mar Sagunto amb vint-i-set títols, divuit aconseguits de forma consecutiva entre 1979 i 1998. Altres equips històrics que guanyaren la competició foren el Picadero Jockey Club (1964-67, 1970) i l'Atlètic de Madrid (1971, 1972, 1976, 1977, 1978) amb cinc títols cadascun. Des de la dècada del 2010 destaca la irrupció del Bera Bera RT com a nou equip hegemònic amb vuit títols (2013-16, 2018, 2019-22).

## Equips participants
La temporada 2023-24 hi participen dotze equips:
- Super Amara Bera Bera
- Replasa Beti-Onak
- Atticgo BM Elche
- Elda Prestigio
- Motive.Co Gijón Balonmano La Calzada
- Rocasa Gran Canaria
- KH-7 BM Granollers
- Mecalia Atlético Guardes
- Costa del Sol Malaga
- Lobas Global Atac Oviedo
- Conserva Orbe Rubensa BM Porriño
- Caja Rural Aula Valladolid

## Historial
| En negreta = Equip guanyador (1) = Nombre de títols Nota: Noms dels equips segons l'època. |

| Edició                                               | Temporada                              | Campió                                 | Resultat                               | Subcampió                              | refs                                   |
| Campionat d'Espanya de Primera Divisió               | Campionat d'Espanya de Primera Divisió | Campionat d'Espanya de Primera Divisió | Campionat d'Espanya de Primera Divisió | Campionat d'Espanya de Primera Divisió | Campionat d'Espanya de Primera Divisió |
| ---------------------------------------------------- | -------------------------------------- | -------------------------------------- | -------------------------------------- | -------------------------------------- | -------------------------------------- |
| I                                                    | 1952-53                                | Sección Femenina de Madrid (1)         |                                        | Club Atlético de Madrid                |                                        |
| II                                                   | 1953-54                                | Sección Femenina de Madrid (2)         |                                        | Sección Femenina Palencia              |                                        |
| III                                                  | 1954-55                                | Sección Femenina de Madrid (3)         |                                        | SEU María de Molina                    |                                        |
| no es disputà entre les temporades 1955-56 i 1959-60 |                                        |                                        |                                        |                                        |                                        |
| IV                                                   | 1960-61                                | Sección Femenina de Barcelona (1)      |                                        | Sección Femenina Palencia              |                                        |
| V                                                    | 1961-62                                | SD Hípica La Coruña (1)                |                                        | Club Medina Valencia                   |                                        |
| VI                                                   | 1962-63                                | Club Medina de Barcelona (2)           |                                        | Club Medina Murcia                     |                                        |
| VII                                                  | 1963-64                                | Picadero JC (1)                        |                                        | Club Medina Murcia                     |                                        |
| VIII                                                 | 1964-65                                | Picadero JC (2)                        |                                        | Club Medina Valencia                   |                                        |
| IX                                                   | 1965-66                                | Picadero JC (3)                        |                                        | Club Medina Valencia                   |                                        |
| X                                                    | 1966-67                                | Picadero JC (4)                        |                                        | Anoeta                                 |                                        |
| XI                                                   | 1967-68                                | Club Medina Valencia (1)               |                                        | Picadero JC                            |                                        |
| XII                                                  | 1968-69                                | Club Medina Valencia (2)               |                                        | Picadero JC                            |                                        |
| XIII                                                 | 1969-70                                | Picadero JC (5)                        |                                        | Club Medina Valencia                   |                                        |
| XIV                                                  | 1970-71                                | Club Atlético de Madrid (1)            |                                        | Club Medina Málaga                     |                                        |
| Lliga Nacional d'handbol femenina                    |                                        |                                        |                                        |                                        |                                        |
| XV                                                   | 1971-72                                | Club Atlético de Madrid (2)            | 12-6                                   | Club Medina San Sebastián              | [ 2 ]                                  |
| XVI                                                  | 1972-73                                | Club Medina San Sebastián (1)          |                                        | Club Medina Valencia                   |                                        |
| XVII                                                 | 1973-74                                | Club Medina València (3)               |                                        | Club Atlético de Madrid                |                                        |
| XVIII                                                | 1974-75                                | Club Medina San Sebastián (2)          |                                        | Club Atlético de Madrid                |                                        |
| XIX                                                  | 1975-76                                | Club Atlético de Madrid (3)            |                                        | Club Medina Zaragoza                   |                                        |
| XX                                                   | 1976-77                                | Club Atlético de Madrid (4)            |                                        | Club Medina Madrid                     |                                        |
| XXI                                                  | 1977-78                                | Club Atlético de Madrid (5)            |                                        | CB Zaragoza                            |                                        |
| XXII                                                 | 1978-79                                | CB Medina-Íber València (4)            |                                        | Club Atlético de Madrid                |                                        |
| XXIII                                                | 1979-80                                | CB Medina-Íber València (5)            |                                        | CB Rancho                              |                                        |
| XXIV                                                 | 1980-81                                | CB Íber València (6)                   |                                        | CB Rancho                              |                                        |
| XXV                                                  | 1981-82                                | CB Íber València (7)                   |                                        | ACD Aiete                              |                                        |
| Divisió d'Honor d'handbol femenina                   |                                        |                                        |                                        |                                        |                                        |
| XXVI                                                 | 1982-83                                | CB Íber València (8)                   |                                        | CB Zaragoza                            |                                        |
| XXVII                                                | 1983-84                                | CB Íber València (9)                   |                                        | CB Mades Seguros                       |                                        |
| XXVIII                                               | 1984-85                                | CB Íber València (10)                  |                                        | CB Mades Seguros                       |                                        |
| XXIX                                                 | 1985-86                                | CB Íber València (11)                  |                                        | CB Mades Seguros                       |                                        |
| XXX                                                  | 1986-87                                | CB Íber València (12)                  |                                        | CB Mades Seguros                       |                                        |
| XXXI                                                 | 1987-88                                | CB Íber València (13)                  |                                        | GM Leganés                             |                                        |
| XXXII                                                | 1988-89                                | CB Íber València (14)                  |                                        | GM Leganés                             |                                        |
| XXXIII                                               | 1989-90                                | CB Íber València (15)                  |                                        | CD Pegaso                              |                                        |
| XXXIV                                                | 1990-91                                | CB Íber València (16)                  |                                        | CD Pegaso                              |                                        |
| XXXV                                                 | 1991-92                                | CB Íber València (17)                  |                                        | AD Amadeo Tortajada                    |                                        |
| XXXVI                                                | 1992-93                                | CB Mar València (18)                   |                                        | AD Amadeo Tortajada                    |                                        |
| XXXVII                                               | 1993-94                                | CB Mar València (19)                   |                                        | AD Amadeo Tortajada                    |                                        |
| XXXVIII                                              | 1994-95                                | CB Mar València (20)                   |                                        | AD Amadeo Tortajada                    |                                        |
| XXXIX                                                | 1995-96                                | CB Mar València (21)                   |                                        | AD Amadeo Tortajada                    |                                        |
| XL                                                   | 1996-97                                | CB Mar València (22)                   |                                        | AD Amadeo Tortajada                    |                                        |
| XLI                                                  | 1997-98                                | CB Mar València (23)                   |                                        | AD Amadeo Tortajada                    |                                        |
| XLII                                                 | 1998-99                                | CB Alsa Elda Prestigio (1)             |                                        | CB Mar València                        |                                        |
| XLIII                                                | 1999-00                                | CB Mar València (24)                   |                                        | AD Amadeo Tortajada                    |                                        |
| XLIV                                                 | 2000-01                                | CB Mar València (25)                   |                                        | AD Amadeo Tortajada                    |                                        |
| XLV                                                  | 2001-02                                | CB Mar València (26)                   |                                        | AD Amadeo Tortajada                    |                                        |
| XLVI                                                 | 2002-03                                | CB Alsa Elda Prestigio (2)             |                                        | CB Mar València                        |                                        |
| XLVII                                                | 2003-04                                | CB Alsa Elda Prestigio (3)             |                                        | CB Mar València                        |                                        |
| XLVIII                                               | 2004-05                                | CB Mar València-Astroc Sagunt (27)     |                                        | CB Elda Prestigio                      |                                        |
| XLIX                                                 | 2005-06                                | AD Amadeo Tortajada (1)                |                                        | Balonmano Mar Sagunto                  |                                        |
| L                                                    | 2006-07                                | AD Amadeo Tortajada (2)                |                                        | Balonmano Mar Sagunto                  |                                        |
| LI                                                   | 2007-08                                | CB Alsa Elda Prestigio (4)             |                                        | SD Itxako                              |                                        |
| LII                                                  | 2008-09                                | SD Itxako (1)                          |                                        | Balonmano Mar Sagunto                  |                                        |
| LIII                                                 | 2009-10                                | SD Itxako (2)                          |                                        | CB Elda Prestigio                      |                                        |
| LIV                                                  | 2010-11                                | SD Itxako (3)                          |                                        | CB Elda Prestigio                      |                                        |
| LV                                                   | 2011-12                                | SD Itxako (4)                          |                                        | BM Bera Bera                           |                                        |
| LVI                                                  | 2012-13                                | BM Bera Bera (1)                       |                                        | CBM Elche                              |                                        |
| LVII                                                 | 2013-14                                | BM Bera Bera (2)                       |                                        | Rocasa Gran Canaria ACE                |                                        |
| LVIII                                                | 2014-15                                | BM Bera Bera (3)                       |                                        | Rocasa Gran Canaria ACE                |                                        |
| LIX                                                  | 2015-16                                | BM Bera Bera (4)                       |                                        | Rocasa Gran Canaria ACE                |                                        |
| LX                                                   | 2016-17                                | CB Atlético Guardés (1)                |                                        | Super Amara Bera Bera                  |                                        |
| LXI                                                  | 2017-18                                | Super Amara Bera Bera (5)              |                                        | CB Atlético Guardés                    |                                        |
| LXII                                                 | 2018-19                                | Rocasa Gran Canaria ACE (1)            | lligueta                               | Super Amara Bera Bera                  | [ 3 ]                                  |
| LXIII                                                | 2019-20                                | Super Amara Bera Bera (6)              | lligueta                               | CBM Elche                              | [ 4 ]                                  |
| LXIV                                                 | 2020-21                                | Super Amara Bera Bera (7)              | lligueta                               | CB Atlético Guardés                    | [ 5 ]                                  |
| LXV                                                  | 2021-22                                | Super Amara Bera Bera (8)              | lligueta                               | Costa del Sol Málaga                   | [ 6 ]                                  |
| LXVI                                                 | 2022-23                                | Costa del Sol Málaga (1)               | 2-1                                    | atticgo BM Elche                       | [ 7 ]                                  |

1. ↑  Degut a la finalització de la Lliga pel risc públic de contagi del COVID-19, la Reial Federació Espanyola de Handbol va declarar campió el Bera Bera.

## Palmarès
| Equip                           | Campió | Subcampió | Anys campió | Anys subcampió                                                                           |
| ------------------------------- | ------ | --------- | --- | ---------------------------------------------------------------------------------------- |
| Balonmano Mar Sagunto           | 27     | 9         | 1967-68, 1968-69, 1973-74, 1978-79, 1979-80, 1980-81, 1981-82, 1982-83, 1983-84, 1984-85, 1985-86, 1986-87, 1987-88, 1988-89, 1989-90, 1990-91, 1991-92, 1992-93, 1993-94, 1994-95, 1995-96, 1996-97, 1997-98, 1999-00, 2000-01, 2001-02, 2004-05 | 1961-62, 1964-65, 1965-66,1998-99, 2002-03, 2003-04, 2005-06, 2006-07, 2008-09           |
| Bera Bera RT                    | 8      | 3         | 2012-13, 2013-14, 2014-15, 2015-16, 2017-18, 2019-20, 2020-21, 2021-22 | 2011-12, 2016-17, 2018-19                                                                |
| Club Atlético de Madrid         | 5      | 4         | 1970-71, 1971-72, 1975-76, 1976-77, 1977-78 | 1952-53, 1973-74, 1974-75, 1978-79                                                       |
| Picadero Jockey Club            | 5      | 2         | 1963-64, 1964-65, 1965-66, 1966-67, 1969-70 | 1967-68, 1968-69                                                                         |
| Elda Prestigio                  | 4      | 2         | 1998-99, 2002-03, 2003-04, 2007-08 | 2009-10, 2010-11                                                                         |
| Sociedad Deportiva Itxako       | 4      | 1         | 2008-09, 2009-10, 2010-11, 2011-12 | 2007-08                                                                                  |
| Club Medina de Madrid           | 3      | 1         | 1952-53, 1953-54, 1954-55 | 1976-77                                                                                  |
| AD Amadeo Tortajada             | 2      | 10        | 2005-06, 2006-07 | 1991-92, 1992-93, 1993-94, 1994-95, 1995-96, 1996-97, 1997-98, 1999-00, 2000-01, 2001-02 |
| Club Medina San Sebastián       | 2      | 1         | 1972-73, 1974-75 | 1971-72                                                                                  |
| Club Medina de Barcelona        | 2      | 0         | 1960-61, 1962-63 | —                                                                                        |
| Club Balonmano Remudas          | 1      | 3         | 2018-19 | 2013-14, 2014-15, 2015-16                                                                |
| Club Balonmano Atlético Guardés | 1      | 2         | 2016-17 | 2017-18, 2020-21                                                                         |
| Club Balonmano Femenino Málaga  | 1      | 1         | 2022-23 | 2021-22                                                                                  |
| SD Hípica La Coruña             | 1      | 0         | 1961-62 | —                                                                                        |
| Club Balonmano Mades            | 0      | 4         | — | 1983-84, 1984-85, 1985-86, 1986-87                                                       |
| Sección Femenina Palencia       | 0      | 2         | — | 1953-54, 1960-61                                                                         |
| Club Medina Murcia              | 0      | 2         | — | 1962-63, 1963-64                                                                         |
| CE Handbol Castelldefels        | 0      | 2         | — | 1979-80, 1980-81                                                                         |
| Gimnasio Municipal de Leganés   | 0      | 2         | — | 1987-88, 1988-89                                                                         |
| Club Deportivo Pegaso           | 0      | 2         | — | 1989-90, 1990-91                                                                         |
| Club Balonmano Elche            | 0      | 3         | — | 2012-13, 2019-20, 2022-23                                                                |